# Горішнє Козарево
Горішнє Коза́рево (болг. Горно Козарево) — село в Тирговиштській області Болгарії. Входить до складу общини Омуртаг.

## Населення
За даними перепису населення 2011 року у селі проживали 225 осіб.
Національний склад населення села:
| Національність   | Кількість осіб | Відсоток |
| ---------------- | -------------- | -------- |
| турки            | 209            | 95,4%    |
| цигани           | 9              | 4,1%     |
| болгари          | 0              | 0%       |
| Всього відповіли | 219            |          |

Розподіл населення за віком у 2011 році:
Динаміка населення: